# FK Belsjyna Babroejsk
FK Belsjyna Babroejsk (Wit-Russisch: Белшына Бабруйск, Russisch: Белшина Бобруйск, Belsjina Bobroejsk) is een Wit-Russische voetbalclub uit de stad Babroejsk.
De club werd in 1977 opgericht als Sjinnik Bobroejsk. Sjinnik werd twee keer kampioen van Wit-Rusland ten tijde van de Sovjet-Unie, de competitie was toen een onderdeel van de Sovjet-competitie.
Na de onafhankelijkheid van het land startte Sjinnik in de tweede klasse en werd daar meteen kampioen, maar toch promoveerde de club niet. Het volgende seizoen werd opnieuw de titel behaald en dit keer ging de club wel naar eerste klasse. Na twee rustige seizoenen ontsnapte Sjinnik net aan degradatie in 1995. Het volgende seizoen nam de club de huidige naam Belsjyna aan en werd derde. In 1997 werd de club vicekampioen en haalde de beker binnen zodat er Europees voetbal gespeeld kon worden. Nadat het volgende seizoen nog een derde plaats behaald werd eindigde de club twee seizoenen in de middenmoot. In 2001 werd de club voor het eerst en tot dusver enige keer landskampioen. De volgende seizoenen belandde Belsjyna weer in de middenmoot en in 2004 degradeerde de club. Na één seizoen keerde de club terug maar kon niet standhouden in de hoogste klasse. Na drie seizoenen vagevuur maakte de club zijn rentree in 2010 en speelde nu tot 2016 in de hoogste klasse alvorens te degraderen. In 2019 werd de club wederom kampioen op het tweede niveau en promoveerde. In 2020 degradeerde de club andermaal.

## Erelijst
- SSR Wit-Rusland
  - 1978, 1987
- Vysjejsjaja Liga
  - 2001
- Beker van Wit-Rusland
  - Winnaar: 1997, 1999, 2001
- Persjaja Liga
  - 1992/93, 2005, 2009, 2019

## Belsjyna in Europa
#Q = #kwalificatieronde, #R = #ronde, T/U = Thuis/Uit, W = Wedstrijd, PUC = punten UEFA coëfficiënten .
Uitslagen vanuit gezichtspunt Belshina Babrujsk
| Seizoen | Competitie       | Ronde | Land                   | Club             | Totaalscore | 1e W    | 2e W    | PUC |
| ------- | ---------------- | ----- | ---------------------- | ---------------- | ----------- | ------- | ------- | --- |
| 1997/98 | Europacup II     | Q     | Vlag van Estland       | Tallinna Sadam   | 5-2         | 1-1 (U) | 4-1 (T) | 3.0 |
|         |                  | 1R    | Vlag van Rusland       | Lokomotiv Moskou | 1-5         | 1-2 (T) | 0-3 (U) | 3.0 |
| 1998/99 | UEFA Cup         | 1Q    | Vlag van Bulgarije     | CSKA Sofia       | 1-3         | 0-0 (T) | 1-3 (U) | 0.5 |
| 1999/00 | UEFA Cup         | Q     | Vlag van Cyprus        | Omonia Nicosia   | 1-8         | 1-5 (T) | 0-3 (U) | 0.0 |
| 2001/02 | UEFA Cup         | Q     | Vlag van Slowakije     | MFK Ruzomberok   | 1-3         | 1-3 (U) | 0-0 (T) | 0.5 |
| 2002/03 | Champions League | 1Q    | Vlag van Noord-Ierland | Portadown FC     | 3-2         | 0-0 (U) | 3-2 (T) | 1.5 |
|         |                  | 2Q    | Vlag van Israël        | Maccabi Haifa    | 0-5         | 0-4 (U) | 0-1 (T) | 1.5 |

Totaal aantal punten voor UEFA coëfficiënten: 5.5